# ۱۳۷۵ (قمری)
۱۳۷۵ (قمری)، هزار و سیصد و هفتاد و پنجمین سال در گاهشماری هجری قمری است. اول محرم این سال برابر با بیستم اوت سال ۱۹۵۵ میلادی است.

## رویدادها
- حوزه علمیه آیت‌الله مجتهدی که یکی از بزرگترین و مهمترین حوزه های علمیه تهران است؛ توسط احمد مجتهدی تهرانی  به پیشنهاد برخی از علما و با کمک تجار و مردم در خیابان ۱۵ خرداد شرقی، کوچه شهید مرتضی کیانی، کوچه مسجد آقا تأسیس شد.[۱]

## مناسبت‌ها
ماه رمضان

## درگذشتگان
- ۲۴ رمضان - محمد حسین اشنی؛ از فقهای معروف اصفهان (به خاک سپرده شده در تکيه ابوالمعالی کلباسی)،